# 瓦丹、欣盖提、提希特和瓦拉塔古镇
瓦丹、欣盖提、提希特和瓦拉塔古镇于1996年列入联合国教科文组织世界遗产名录。
瓦丹、欣盖提位于阿德拉尔省，提希特位于塔甘特省，瓦拉塔位于东胡德省。这些城镇建于11世纪，为跨撒哈拉贸易的骆驼商队提供服务。
尽管曾经在撒哈拉地区繁荣一时，这些古镇目前面临困境。除了商旅路线的改变，更有沙漠的持续侵蚀。